# Emilio Humouda
Emilio Humouda (* 10. Februar 1925; † 19. November 2012) war ein Manager.
Humouda schloss sein Studium mit Promotion zum Dr.-Ing. ab. Er war Vorstandsvorsitzender der Agip AG und Präsident der Italienischen Handelskammer München.

## Ehrungen
- Großes Verdienstkreuz der Bundesrepublik Deutschland
- Bayerischer Verdienstorden
- Verdienstorden der Italienischen Republik (Ufficiale und Commendatore)